# Hæstrup Station
Hæstrup Station var en jernbanestation på Vendsysselbanen. Stationen lå på banestrækningen mellem Vrå og Hjørring. Vendsysselbanen blev indviet den 15. august 1871 og gik i første omgang fra Nørresundby Station til den oprindelige Frederikshavn Station i Vendsyssel. Senere kom der forbindelse til Aalborg Banegård via Jernbanebroen over Limfjorden, som blev åbnet for trafik den 8. januar 1879.
Hæstrup Station var billetsalgssted fra 1873 og senere station fra 1934/35, og havde samtidig postindlevering. Stationen var en af de mindste på banen, og blev ledet af en stationsmester. Der var sidespor på stedet, som normalt blev brugt som læssespor, og det skete ikke så sjældent, at togene krydsede ved Hæstrup station. I 1963 blev stationens status ændret til trinbræt, og fra 1971 var stationen endeligt nedlagt.
Landevejen krydser banen ved Hæstrup Station. Her opstod der en mindre landsby med både købmand og smedje. Landsbyen fik navnet Hæstrup Stationsby, selv om den ikke ligger i Hæstrup Sogn men i Rakkeby Sogn.
Lokale kræfter arbejder på at få Hæstrup Station genåbnet for lokal trafik med henblik på at styrke lokalsamfundet og rettede henvendelse herom til relevante myndigheder i begyndelsen af 2013.

## Links
- Beskrivelse af Vendsysselbanen Arkiveret 25. februar 2014 hos  Wayback Machine
- Billede af stedet i 2009

57°24′27.7″N 09°57′25.6″Ø / 57.407694°N 9.957111°Ø